# Ardilleux
Ardilleux foi uma comuna francesa na região administrativa da Nova Aquitânia, no departamento de Deux-Sèvres. Estendia-se por uma área de 10,35 km². Em 2010 a comuna tinha 165 habitantes (densidade: 15,9 hab./km²).
Em 1 de janeiro de 2019, passou a formar parte da nova comuna de Valdelaume.